# Gentle Annie
Pour plus de détails, voir Fiche technique et Distribution.
Gentle Annie est un film américain réalisé par Andrew Marton, sorti en 1944.

## Fiche technique
- Titre : Gentle Annie
- Réalisation : Andrew Marton
- Scénario : Lawrence Hazard d'après le roman de MacKinlay Kantor
- Direction artistique : Cedric Gibbons
- Montage : Chester Schaeffer
- Musique : David Snell
- Société de production : Metro-Goldwyn-Mayer
- Pays de production : États-Unis
- Format : Noir et blanc - 1,37:1
- Genre : western
- Durée : 80 minutes
- Date de sortie : 1944

## Distribution
- James Craig : Lloyd Richland
- Donna Reed : Mary Lingen
- Marjorie Main : Annie Goss
- Harry Morgan : Cottonwood Goss
- Paul Langton : Violet Goss
- Barton MacLane : Shériff Tatum
- John Philliber (en) : Barrow
- Morris Ankrum : Deputy Gansby
- Noah Beery : Hansen
- Frank Darien (en) : Jake
- Robert Emmett O'Connor : Childers